# Alois Knabl
Alois Knabl, född 16 maj 1992 i Innsbruck, är en österrikisk triathlet.
Knabl tog brons i triathlon vid olympiska sommarspelen för ungdomar 2010 i Singapore. Han tog även guld i den mixade lagtävlingen tävlande för "Lag Europa" tillsammans med ungerska Eszter Dudás, portugisiska Miguel Valente Fernandes och israeliska Fanny Beisaron.
Vid olympiska sommarspelen 2020 i Tokyo tävlade Knabl i herrarnas triathlon, men fullföljde inte loppet efter att råkat ut för ett mekaniskt problem under cyklingen.